# Høyjord
Høyjord är en tätort och kyrkby i Sandefjords kommun i Vestfold fylke i sydöstra Norge. Orten ligger där fylkesväg 306 möter fylkesväg  312 i den nordligaste delen av kommunen. Här finns Høyjords stavkyrka.
Tidigare har orten tillhört dåvarande Andebu kommun.